# Eleven (álbum de Ive)
Eleven es el primer álbum sencillo del grupo femenino de Corea del Sur Ive. Fue lanzado por Starship Entertainment el 1 de diciembre de 2021 y distribuido por Kakao Entertainment. El álbum contiene dos canciones, el sencillo «Eleven» y «Take It».

## Antecedentes y lanzamiento
A fines de noviembre se reveló que el nuevo grupo de la compañía Starship Entertainment, compuesto por seis integrantes, dos de ellas exmiembros del grupo Iz*One, Yujin y Wonyoung, haría su debut el 1 de diciembre de 2021. Días después, se anunció que el grupo debutaría con su primer álbum sencillo, titulado Eleven, compuesto por el sencillo principal homónimo y un lado B bajo el título «Take It». En su lanzamiento se llevó a cabo una presentación, retransmitida por el canal oficial del grupo.

## Composición y letras
La canción principal que da nombre al álbum, «Eleven», es un dance pop enérgico y rítmico lleno de diversas variaciones que lo acompañan y que expresa el amor de una chica, con sus corazones llenos de fantasía y colores.

## Promoción
El grupo hizo su debut televisivo en el programa de música de Corea del Sur Music Bank del canal KBS2 el 3 de diciembre, donde interpretaron «Eleven». Posteriormente se presentaron en los programas Inkigayo, M! Countdown, Show! Music Core, Show Champion y The Show durante dos semanas de promoción.

## Recepción

### Recibimiento comercial
El sencillo debutó en el número 3 en la lista de Gaon Album Chart de Corea del Sur durante la semana que finalizó el 4 de diciembre de 2021. El álbum cayó a la posición número 4 la semana siguiente y permaneció en esa posición durante dos semanas consecutivas. La semana siguiente, el álbum saltó tres lugares al número 1 y se convirtió en el primer álbum del grupo que encabezó las listas en su país de origen. El álbum vendió 268,396 copias en diciembre, debutando en el número 3 en la lista de álbumes mensuales. Con menos de un mes de seguimiento, el álbum se convirtió en el 49.º álbum más vendido en el país y el décimo álbum más vendido de una artista o grupo femenino en el país durante el 2021.

## Lista de canciones
| CD   |           |            |                                              |                              |          |  |
| N.º  | Título    | Letras     | Música                                       | Arreglos                     | Duración |  |
| 1.   | «Eleven»  | Seo Ji-eum | Peter Rycroft, Lauren Aquilina, Ryan S. Jhun | Lostboy, Ryan S. Jhun, Alawn | 2:58     |  |
| 2.   | «Take It» | Lee Su-ran | Daniel Kim, Jeremy G, Willie                 | Willie                       | 3:25     |  |
| 6:23 |           |            |                                              |                              |          |  |

## Posicionamiento en listas
| Lista (2021)                     | Mejor posición |
| -------------------------------- | -------------- |
| Corea del Sur (Gaon Album Chart) | 1              |

| Lista (2021)                     | Mejor posición |
| -------------------------------- | -------------- |
| Corea del Sur (Gaon Album Chart) | 3              |

## Certificaciones
| País                                               | Organismo certificador | Certificación | Ventas certificadas | Ref.   |
| Ventas                                             | Ventas                 | Ventas        | Ventas              | Ventas |
| -------------------------------------------------- | ---------------------- | ------------- | ------------------- | ------ |
| Corea del Sur                                      | KMCA                   | Platino       | 250 000*            | [ 9 ]  |
| *Cifras de ventas basadas solo en certificaciones. |                        |               |                     |        |

## Historial de lanzamiento
| País          | Fecha                  | Formato                         | Sello                                       |
| ------------- | ---------------------- | ------------------------------- | ------------------------------------------- |
| Corea del Sur | 1 de diciembre de 2021 | CD, descarga digital, streaming | Starship Entertainment, Kakao Entertainment |
|               | 1 de diciembre de 2021 | descarga digital, streaming     | Starship Entertainment, Kakao Entertainment |